# Le Brasier de l'ange
Pour les articles homonymes, voir Brasier.
Le Brasier de l'ange (titre original : Burning Angel) est un roman policier de James Lee Burke publié en 1995, le huitième à mettre en scène Dave Robicheaux.

## Résumé de l'intrigue
Le shérif-adjoint Dave Robicheaux, de la ville de New Iberia rencontre Sonny Boy Marsallus, un ancien mercenaire, qui lui confie son journal intime; peu après, la petite amie de Sonny, Della Landry, est sauvagement assassinée; puis Sonny Boy Marsallus est à son tour tué.

Dans le même temps, Dave Robicheaux s'intéresse à la plantation de la famille Bertrand: le dernier descendant de la lignée, Moleen Bertrand, a décidé d'expulser de sa propriété des locataires, les Fontenot, afin d'y construire une usine très polluante. Or Bertie Fontenot, une vieille femme noire, revendique le titre de propriété sur ce terrain, où, selon la légende, le pirate Jacques Lafitte aurait enterré son trésor.

Bientôt, des connexions apparaissent entre les deux enquêtes.

## Personnages
- Dave Robicheaux :
- Bootsie Robicheaux :
- Alafair Robicheaux :
- Clete Purcel : ancien du Viêt Nam[1], où il a combattu comme Marines[2], c'est le meilleur ami de Dave Robicheaux. Il est détective privé.
- Helen Soileau :
- Moleen Bertrand :
- Julia Bertrand :
- Sonny Boy Marsallus : ancien soldat ayant participé à des combats au Guatemala et au Salvador et qui y a croisé le chemin de Clete Purcell, il remet son journal intime à Dave Robicheaux avant d'être assassiné.
- Della Landry: petite amie de Sonny Boy Marsallus, elle est sauvagement assassinée.
- Sweet Pea Chaisson :
- Patsy Dapolito :
- Ruthie Jean :
- Rufus Arceneaux : ancien Marines[2], il est policier à New Iberia. Il reprend les enquêtes de Dave Robicheaux quand celui-ci quitte un temps les services du shérif.
- Cecil Aguillard : un adjoint au shérif de New Iberia. « L'adjoint était un gros métis de Blanc, de Noir et d'Indien du nom de Cecil Aguillard dont le visage affichait un reflet boueux sur lequel les gens préféraient ne pas s'attarder[3]. »
- Terry Serrett : la secrétaire engagée par Clete Purcel quand il monte l'agence « Robicheaux, Purcel et Associés - Enquêtes et filatures » à New Iberia. Elle est originaire d'Opelousas[4]. « C'était une petite femme blonde, un corps épais, les joues marquées de fard orange, un sourire agréable aux lèvres[4]. »